# Elezioni parlamentari in Montenegro del 2009
Le elezioni parlamentari in Montenegro del 2009 si tennero il 27 marzo; videro la vittoria della Coalizione per un Montenegro Europeo guidata da Milo Đukanović, che fu confermato Primo ministro.

## Risultati
| Liste                                                       | Voti    | %     | Seggi |
| ----------------------------------------------------------- | ------- | ----- | ----- |
| Coalizione per un Montenegro Europeo (DPS - SDP - BS - HGI) | 168 290 | 51,94 | 48    |
| Partito Popolare Socialista del Montenegro                  | 54 545  | 16,84 | 16    |
| Nuova Democrazia Serba                                      | 29 885  | 9,22  | 8     |
| Movimento per i Cambiamenti                                 | 19 546  | 6,03  | 5     |
| Coalizione Popolare (NS - DSS)                              | 9 448   | 2,92  | –     |
| Per un Montenegro Diverso (LP - DC)                         | 8 759   | 2,70  | –     |
| Partito dei Pensionati e degli Invalidi del Montenegro      | 7 691   | 2,37  | –     |
| Unione Democratica degli Albanesi                           | 4 747   | 1,47  | 1     |
| Lista Nazionale Serba (SSR - SSN)                           | 4 291   | 1,32  | –     |
| Bosgnacchi e Musulmani                                      | 3 489   | 1,08  | –     |
| Nuova Forza Democratica                                     | 2 939   | 0,91  | 1     |
| Lista Albanese (DSCG - AA)                                  | 2 898   | 0,89  | 1     |
| Coalizione Albanese - Prospettiva                           | 2 619   | 0,81  | 1     |
| Partito della Patria Serba                                  | 2 446   | 0,75  | –     |
| Comunisti Montenegrini                                      | 1 594   | 0,49  | –     |
| Partito della Prosperità Democratica                        | 805     | 0,25  | –     |
| Totale                                                      | 323 992 | 100   | 81    |